# Varech (album d'Henri Texier)
Pour les articles homonymes, voir Varech.
Albums de Henri Texier
Amir
(1976) À Cordes Et À Cris
(1979)
Varech est un album en solo du contrebassiste de jazz français Henri Texier sorti en 1977 chez Eurodisc.
Comme sur Amir, son premier disque, Henri Texier joue tout ce que l'on entend sur ce disque, en utilisant la technique du « re-recording » : contrebasse, oud, flûte, bombarde, Fender-Bass, percussions, voix... On y trouve des influences celtes, arabes ou indiennes.
Les "Là-Bas" a été samplé de nombreuses plusieurs fois par divers artistes électro, notamment Bonobo et Chinese Man (Bunni Groove, utilisé pour le générique de l’émission de radio On n'arrête pas l'éco sur France Inter depuis 2010).

## Pistes
Toute la musique est composée par Henri Texier (sauf Quand Le Blues S'en Ira par Jean Sauvielle).
| No | Titre                   | Durée |
| -- | ----------------------- | ----- |
| 1. | Les "Là-Bas"            | 3:00  |
| 2. | Quand Le Blues S'en Ira | 3:25  |
| 3. | L'éléphant              | 3:10  |
| 4. | Terre-Basse             | 6:45  |
| 5. | Varech                  | 4:10  |
| 6. | Mr Donald Cerise        | 4:00  |
| 7. | Angèle                  | 1:49  |
| 8. | L'écluse                | 3:25  |
| 9. | L'ultime Danse          | 3:08  |

## Crédits
- Henri Texier : contrebasse, oud, flûte, bombarde, Fender-Bass, percussions, voix